# سيبايوديس أليكاتاي
سيبايوديس أليكاتاي (الاسم العلمي: Cybaeodes alicatai) هو نوع من العناكب الرتيلاوات الشكل من فصيلة ليوكرانيداي.

## مناطق التواجد
هذا النوع متوطن في تونس، ويتواجد أساسا في عين دراهم.

## الوصف
يبلغ طول الأنثى منها 4.07 مم.

## التسمية
تم تسمية هذا النوع تكريما للعالم بيترو أليكاتا.

## المنشور الأصلي
- بلاتنيك، دي فرانكو (1992): On the relationships of the spider genus Cybaeodes (Araneae, Dionycha). مستجدات المتحف الأمريكي، العدد 3053, الصفحات 1-9 (النص كاملا).

## روابط خارجية
- (بالإنجليزية) مصدر أنيمال ديفرستي ويب: Cybaeodes alicatai.
- (بالإنجليزية) مصدر بيوليب: Cybaeodes alicatai Platnick & Di Franco, 1992.
- (بالإنجليزية) مصدر دليل الحياة: Cybaeodes alicatai Platnick & Di Franco, 1992.
- (بالفرنسية) مصدر نظام المعلومات التصنيفية المتكامل: Cybaeodes alicatai Platnick & Di Franco, 1992.
- (بالإنجليزية) مصدر العالمي المفهرس البيولوجي والمنظم: Cybaeodes alicatai Platnick & Di Franco, 1992.
- (بالإنجليزية) مصدر دليل العنكوب العالمي: Cybaeodes alicatai Platnick & Di Franco, 1992 dans la famille Liocranidae.